# Greta Zuccoli
Greta Zuccoli (Napoli, 2 luglio 1997) è una cantante italiana, candidata al David di Donatello per la migliore canzone originale.

## Biografia
Nata a Napoli, all'età di 14 anni ha iniziato a studiare canto moderno, specializzandosi poi in jazz al Conservatorio di Musica di San Pietro a Majella di Napoli. Non appena giunta la maggior età, ha fondato con Emiliano Attolini e Lorenzo Campese la band Greta & The Wheels. Nel 2017 viene notata dal cantante Damien Rice, mentre Zuccoli stava assistendo un suo concerto al Cinema Teatro Acacia di Napoli, il quale la fece cantare sul palco. Nello stesso anno, l'ha fatta esibire all'Olympia di Parigi. Nel 2020 è stata inoltre turnista del tour estivo di Diodato Concerti di un'altra estate. Nello stesso anno è stata selezionata tra i semifinalisti di AmaSanremo, per poi accedere alla sezione Nuove Proposte del Festival di Sanremo 2021, con il brano Ogni cosa sa di te. Ha lavorato, in qualità di cantante, al progetto di Amnesty International Eleanor’s Dream, partecipando a vari eventi in tutta Europa. Nel 2023 ha recitato nel film Diabolik - Chi sei? dei Manetti Bros., mentre nel 2025 ha ricevuto la candidatura al David di Donatello per la migliore canzone originale per Atomos, tratta dal film Familia di Francesco Costabile.

## Discografia

### Singoli

#### Come artista principale
- 2020 - Golden Craks
- 2020 - Ogni cosa sa di te
- 2021 - Sopra un filo
- 2023 - Satellite of Love (con FANALI e Saturnino)
- 2024 - Atomos

#### Come artista ospite
- 2021 - Il vero amore (Max Gazzè feat. Greta Zuccoli)

## Filmografia
- Il ladro di giorni, regia di Guido Lombardi (2019)
- Diabolik - Chi sei?, regia dei Manetti Bros. (2023)

## Riconoscimenti
- David di Donatello
  - 2025 - Candidatura alla migliore canzone originale per Atomos (Familia)